# Майті Джо Янг
Ма́йті Джо Янг (англ. Mighty Joe Young); справжнє ім'я Джо́зеф Янг (англ. Joseph Young; 23 вересня 1927, Шривпорт, Луїзіана — 27 березня 1999, Чикаго, Іллінойс) — американський блюзовий гітарист, представник чиказького блюзу. Співпрацював з Меджиком Семом, Джиммі Докінсом, Віллі Діксоном, Отісом Рашом, Біллі Бой Арнольдом та ін.

## Біографія
Джозеф Янг народився 23 вересня 1927 року в Шривпорті, штат Луїзіана, однак виріс у Мілвокі. У середині 1950-х років здобув репутацію гарного гітариста у районі Вест-сайд в Чикаго, де грав разом з Джо Літтлом і його гуртом Heart Breakers, пізніше виступав з губним гармоністом Біллі Бой Арнольдом. У 1960-х Янг записувався з Арнольдом на лейблах Prestige і Testament, у 1958 році акомпанував Джиммі Роджерсу на лейблі Chess.
Після невдалих спроб розпочати сольну кар'єру у 1955 році на лейблі Jiffy Records в Луїзіані і через три роки на лейблі Atomic-H в Чикаго, у 1961 році Янг записав сингл «Why Baby»/«Empty Arms» на лейблі Fire Боббі Робінсона. Виступав у ролі ритм-гітариста з Отісом Рашом (1960—1963) і записав низку синглів на різних чиказьких студіях, а саме: «I Want a Love», «Voo Doo Dust», «Something's Wrong» на Webcor у середині 1960-х; «Something's Wrong» на Webcor у 1960 році; «Sweet Kisses» і «Henpecked» на Celtex та «Hard Times (Follow Me)» на USA (усі 1967), і «Guitar Star» на Jacklyn у 1969 році. 1963 року акомпанував Біллі Бой Арнольду у записі альбому More Blues on the South Side (1964), що вийшов на Prestige. 1966 року Янг з'явився у музичній телевізійній передачі Біллі Аллена «The Beat» у Далласі, присвяченій ритм-енд-блюзу. Наприкінці 1960-х років як сесійний музикант записувався з Тайроном Девісом і Джиммі Докінсом (взяв участь у записі дебютного альбому Докінса Fast Fingers).
У 1971 році на Delmark вийшов дебютний сольний альбом Янга Blues With a Touch of Soul, а в середині 1970-х вийшли ще два LP на лейблі Ovation (Chicken Heads у 1974 році і Mighty Joe Young у 1976 році), які свідчаєть про схильність гітариста до соул-блюзу. 1972 року взяв участь в блюз-джазовому фестивалі в Енн-Арбор, де виступив разом зі своїм гуртом з Люсіль Спенн (дружиною покійного піаніста Отіса Спенна), виконавши разом пісню «Dedicated to Otis», присвячену Отісу. 1973 року взяв участь у записі дебютного сольного альбому Люсіль Cry Before I Go. У 1970-х і на початку 1980-х Янг переважно виступав у клубі Wise Fools Pub, де грав з братом, Фредді Кінга, басистом Бенні Тернером. Одна з пісень Янга, «Turning Point», звучала у фільмі Майкла Манна «Злодій» (1981).
У 1986 році розпочав роботу над записами, які сам ж фінансував, завдяки чому йому вдалося досягти творчої свободи. У це час Янгу необхідна була операція на шиї (через защемлення нерва). Після операції виникли ускладнення, які негативно позначились на його грі на гітарі. Продовжував займатися музикою і в 1997 році випустив альбом Mighty Man.
Помер 25 березня 1999 року від пневмнонії в Чикаго (Іллінойс) у віці 71 року.

## Дискографія

### Альбоми
- Blues with a Touch of Soul (Delmark, 1971)
- The Legacy of the Blues, Vol. 4 (Sonet, 1972)
- Chicken Heads (Ovation, 1974)
- Mighty Joe Young (Ovation, 1976)
- Bluesy Josephine (Black and Blue, 1976)
- Love Gone (Ovation, 1978)
- Live at the Wise Fools Pub (Aim Trading Group, 1978)
- Mighty Man (Blind Pig, 1997)

### Сингли
- «She Is Different»/«I Am Looking for Someone» (Atomic, 1959)
- «Empty Arms»/«Why Baby» (Fire, 1961)
- «Every Man Needs a Woman»/«Uptown» (Speed, 1963)
- «Easier Said Than Done»/«Easier Said Than Done» (Part 2) (Palos, 196?)
- «We Love You Baby»/«Voo Doo Dust» (Webcor, 1965)
- «I Want a Love»/«Hey Bab» (Webcor, 1965)
- «Suffering Soul»/«Something's Wrong» (Webcor, 1966)
- «Hard Times (Follow Me)»/«Ain't Nobody Hom» (U.S.A., 1966)
- «Henpecked»/«Tell Me Something» (Celtex, 1967)
- «Sweet Kisses»/«Ladies Man» (Celtex, 1967)
- «I Don't Want to Lose You»/«Guitar Star» (Jacklyn, 1969)